# PGC 45669
LEDA/PGC 45669 ist eine Spiralgalaxie im Sternbild Haar der Berenice am Nordsternhimmel. Sie ist schätzungsweise 962 Millionen Lichtjahre von der Milchstraße entfernt und hat einen Durchmesser von etwa 160.000 Lichtjahren.
Im selben Himmelsareal befinden sich u. a. die Galaxien NGC 5016, IC 4202, PGC 1702914, PGC 1705480.